# Bittersweet White Light
Bittersweet White Light je deváté studiové album americké popové zpěvačky a herečky Cher, vydané v dubnu roku 1973 společností MCA Records.

## O albu
Kvůli úspěchu Cher v The Sonny & Cher Comedy Hour s předělávkami standardních písní jako "My Funny Valentine" nebo "What A Difference A Day Makes", se Sonny Bono rozhodl, že by měla nahrát album představující ztvárnění standardních písní z 20., 30. a 40. let. Bittersweet White Light bylo tedy bylo sbírkou plně orchestrálních, bohatě aranžovaných klasik.
Album produkoval Sonny Bono, což je jeho jediné (a zároveň poslední) produkované album Cher ze 70. let. Bono původně začínal v hudebním průmyslu s producentem Philem Spectorem, a deska Bittersweet White Light tak demonstruje jeho vliv.
Bittersweet White Light bylo také prvním albem Cher, které obsahuje tzv. medleys (stopa číslo 6 Jolson Medley je směs písní "Sonny Boy", "My Mammy" a "Rock-a-Bye Your Baby With A Dixie Melody") a také zmixované skladby "How Long Has This Been Going On" s "The Man I Love" a "Why Was I Born" s "The Man That Got Away" (později se podobný scénář objevil na albech Take Me Home a Prisoner z roku 1979).
Název alba byl odvozen z Cher vystoupení v televizní show – písně totiž zpívávala před světelným reflektorem.
Skladby byly hojně propagované v The Sonny & Cher Comedy Hour, kde zpívala skladby By Myself, I Got It Bad And That Ain't Good, Am I Blue?, How Long Has This Been Going On a The Man That Got Away.
Deska však byla propadák. V Americe se umístilo pouze na 140. místě nejprodávanějších titulů. Po velmi úspěšném albu Chér z roku 1971 a mírně úspěšném albu Foxy Lady z následujícího roku, se deska Bittersweet White Light stala její prvním albovým neúspěchem ze 70. let. Alba se prodalo přibližně 800 tisíc (čímž asi o 50 tisíc trumflo předchozí album Foxy Lady).
Album bylo vydáno na CD v roce 1999 pod titulem Bittersweet: The Love Songs Collection, spolu s dalšími baladami Cher ze začátku 70. let.

## Singly
Jediným vydaným singlem se stala píseň "Am I Blue?", která se však nikde neumístila a stejně jako album propadla.

## Seznam skladeb
| Pořadí         | Název                            | Autor | Délka |
| -------------- | -------------------------------- | --- | ----- |
| 1.             | By Myself                        | Arthur Schwartz, Howard Dietz                                                                                | 3:24  |
| 2.             | I Got It Bad And That Ain't Good | Duke Ellington, Paul Francis Webster                                                                         | 3:47  |
| 3.             | Am I Blue?                       | Grant Clarke, Harry Akst                                                                                     | 3:43  |
| 4.             | How Long Has This Been Going On  | George Gershwin, Ira Gershwin                                                                                | 4:20  |
| 5.             | The Man I Love                   | George Gershwin, Ira Gershwin                                                                                | 4:27  |
| 6.             | Jolson Medley                    | Al Jolson, Lew Brown, Buddy DeSylva, Walter Donaldson, Ray Henderson, Sam M. Lewis, Jean Schwartz, Joe Young | 4:12  |
| 7.             | More Than You Know               | Vincent Youmans, Billy Rose, Edward Eliscu                                                                   | 3:41  |
| 8.             | Why Was I Born                   | Jerome Kern, Oscar Hammerstein II                                                                            | 2:45  |
| 9.             | The Man That Got Away            | Harold Arlen, George Gershwin                                                                                | 4:13  |
| Celková délka: | Celková délka:                   | Celková délka:                                                                                               | 29:00 |

## Obsazení
- Cher – zpěv

Ostatní hudebníci
- Dean Parks – kytara
- David Paich – klávesy
- Joe Sample – klávesy
- Ted Dale – klávesy

Technická podpora
- Jeff Porcaro – programování bicích
- Sonny Bono – priducent
- Lennie Roberts – zvukový technik

## Umístění
| Umístění (1973) | Pozice |
| --------------- | ------ |
| USA             | 140    |